# Naomi Savage
Naomi Siegler Savage (Princeton, Nueva Jersey, 25 de junio de 1927–Ibidem,  22 de noviembre de 2005) fue una fotógrafa estadounidense.

## Infancia y educación
Nació en Princeton, Nueva Jersey. Sus padres eran Samuel Siegler y Elsie Radnitzky, hermana de Man Ray. Primero estudió fotografía con Berenice Abbott en la New School for Social Research en 1943, y posteriormente estudió arte, fotografía y música en el Bennington College desde 1944 hasta 1947. El año siguiente lo pasó en California con su tío, estudiando sus técnicas. En 1950 contrajo matrimonio con el arquitecto y escultor David Savage, con quien se trasladó a París, residiendo allí unos años.

## Trayectoria
Durante su carrera, Savage recibió un premio de la Fundación Cassandra en 1970, y una beca de fotografía del Fondo Nacional de las Artes en 1971. En 1976 recibió el Trofeo de Plata del Art Directors Club. Más adelante, Savage volvió a vivir en Princeton, donde murió.
Savage fue fuertemente influida por su tío, Man Ray, que la incitó a experimentar con la fotografía combinando técnicas tradicionales con procesos más inusuales, incluyendo algunos de creación propia. Trabajó intensamente con el huecograbado y el fotograbado, transformando estas técnicas de impresión mecánicas para ser utilizadas como efectos estéticos, en vez de como instrumentos de duplicación.
A diferencia de muchos fotógrafos, Savage consideraba que la placa de metal en la que están grabadas las fotografías es una obra de arte por derecho propio. Fue pionera en el uso de la placa de metal fotográfica para producir una forma tridimensional con una superficie metálica.
Savage experimentó con las variaciones de color y textura en su trabajo, utilizando impresiones en relieve entintadas y en huecograbado. Muchas de sus obras fueron creadas combinando medios como collage, negativos, tramado de texturas, exposición múltiple, fotogramas, solarización, tonificación, o impresión en láminas metálicas. Sus trabajos se centran en una variedad de temas e imágenes, que incluyen retratos, paisajes, figuras humanas, maniquíes, máscaras, juguetes, utensilios de cocina, e instrumentos dentales y oftalmológicos.

## Legado

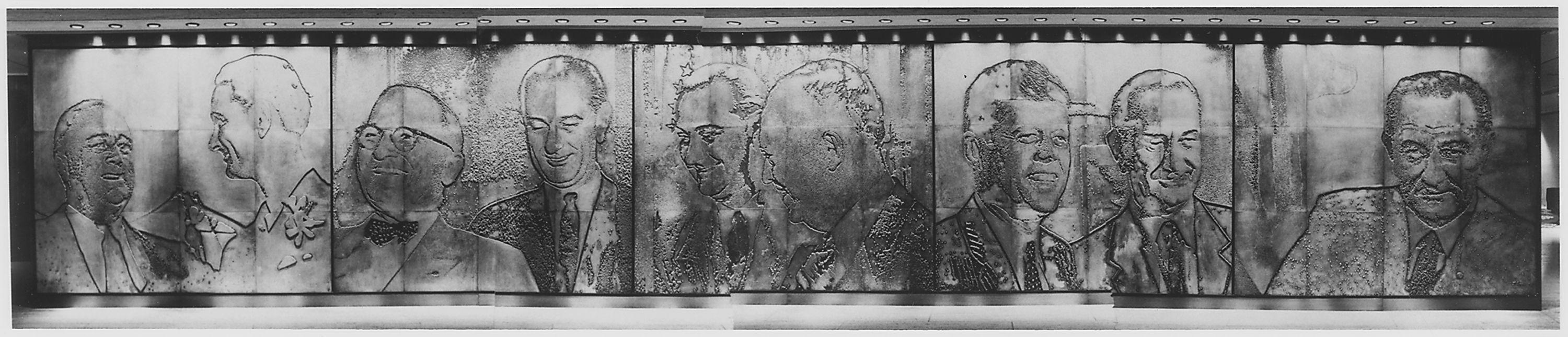
Mural de los presidentes Johnson, Roosevelt, Truman, Eisenhower y Kennedy en la Biblioteca y Museo Lyndon Baines Johnson en Austin, Texas

Varias de sus piezas son propiedad del Museo de Arte Moderno de Nueva York. También está representada en las colecciones del Instituto de Arte de Chicago, en el Centro Internacional de Fotografía de Nueva York, en el Fogg Art Museum de la Universidad de Harvard, en el Museo de Bellas Artes de Houston y en el Madison Art Center. Su fotograbado mural que representa la vida del expresidente Lyndon Baines Johnson es la pieza central de la Biblioteca y Museo Lyndon Baines Johnson en Austin, Texas. En los Archivos de Arte Estadounidense del Instituto Smithsoniano se conserva una colección de sus documentos que la relacionan con Man Ray.